# Вища школа музики і мистецтва (Нью-Йорк)
Ви́ща шко́ла му́зики і мисте́цтва (англ. The High School of Music & Art) — державна альтернативна школа на Мангеттені в Нью-Йорку, США. Існувала з 1936 по 1984 рік за адресою 443-465 West 135th Street.
1936 року мер Нью-Йорка Фьорелло Ла Гуардіа започаткував школу з метою розвитку та підтримки талановитих студентів, які подавали надії в мистецтві. Цю подію він назвав «найбільш обнадійливим досягненням» своєї адміністрації. В школі діяли три факультети: мистецтва, інструментальної музики та вокальної музики. Вступний тест, необхідний для вступу, складався з портфоліо (мистецтво) та теорії і виконання (музика).
1984 року об'єдналася зі спорідненою нью-йоркською Вищою школою виконавських мистецтв у нову Фьорелло Г. Ла Гуардіа Вищу школу музики і мистецтва та виконавських мистецтв. Навчальний заклад розташовується в новій будівлі за адресою 100 Amsterdam Avenue (40°46′27″ пн. ш. 73°59′10″ зх. д. / 40.774245° пн. ш. 73.986204° зх. д.).

## Цікаве
Американський композитор, піаніст та диригент Аарон Копленд спеціально для шкільного оркестру створив «Увертюру просто неба» (англ. «An Outdoor Overture») та присвятив Вищій школі музики і мистецтва. Увертюра була написана на прохання музичного керівника школи, Олександра Ріхтера, який в рамках довгострокової кампанії «Американська музика для американської молоді» шукав твори, що будуть апелювати до молодого покоління. Прем'єра відбулась у грудні 1938 року в аудиторії школи (за іронією долі, в приміщенні).  1941 року твір був транскрибований для духового оркестру.